# Burg Langenberg
Die Burg Langenberg ist eine abgegangene Burg in Winterthur, die wahrscheinlich im 12. Jahrhundert erbaut wurde und Ministerialen der Grafen von Kyburg gehörte.

## Geschichte
Emil Stauber vermutet, dass die Burg vom Hartmann IV. von Kyburg erbaut wurde, der das Castrum Langenburg dann 1241 auch als Heiratgut Margareta von Savoyen übergab.

## Standortfrage
In Winterthur gab es früher zwei als Langenberg bekannte Orte, die räumlich nahe beieinander liegen. Einerseits handelt es sich dabei um den heute als Standort vermutete Langenberg im Stadtwald Eschenberg (696242 / 258747) und anderseits um den Hügel Lampergrain (695553 / 258388), der früher den Namen Langenburg trug, nahe der Mündung der Kempt in die Töss lag und heute durch die Bahnstrecke Winterthur-Zürich sowie die Autobahn A1 überbaut respektive untertunnelt ist.
Während die Burg auf historischen Karte (siehe unten) von auf dem Eschenberg eingetragen wurde, vermutete der Historiker Emil Stauber in seiner 1926 erschienenen Ortsgeschichte der ehemals selbstständigen Gemeinde Töss, dass die Burg wohl eher auf dem Lampengrain lag und bezog sich dabei unter anderem auch auf die Chronisten Johannes Stumpf, der im 16. Jahrhundert berichtete, dass die Burg «ob dem Einfluss der Kempt in die Töss» lag, sowie auf den Chronisten Dürsteler, der eine ähnliche Standortbeschreibung lieferte. Des Weiteren argumentierte er auch mit einem mehrere Jahrhunderte existierenden Hof Langenberg, der zum Kloster Töss gehörte und beim Lampengrain gelegen hat. Weiter führte er auch verkehrstechnische Gründe an, die ein Standort auf dem Lampengrain sinnvoller erscheinen liessen.
Dieser Vermutung wurde dann im Rahmen des Baus der Autobahn A1 nachgegangen: 1963 führte man beim Lampengrain mit der Phosphatmethode Untersuchungen durch und im September 1965 hat die Archäologische Zentralstelle für den Nationalstrassenbau der Schweizerischen Gesellschaft für Ur- und Frühgeschichte erneut Sondierungen durchgeführt, ohne jedoch irgendwelche Kleinfunde geschweige dann Mauerreste zu finden. Daraus folgerte die Denkmalpflege des Kantons Zürich in ihrem Tätigkeitsbericht für die Jahre 1968/69, dass wohl der ursprünglich in der Karte von Jos Murer eingezeichnete Standort richtige Standort sei. Dieser wurde jedoch bis heute nicht archäologisch untersucht.

## Die Ruine der Burg Langenberg auf historischen Karten

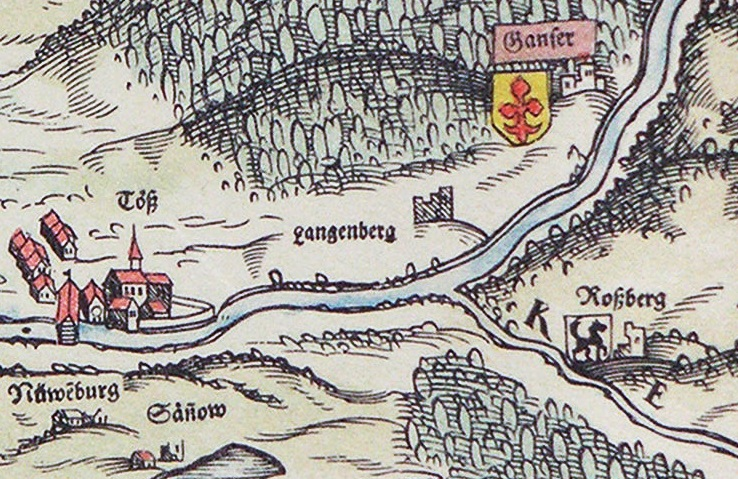
Murerkarte von 1566
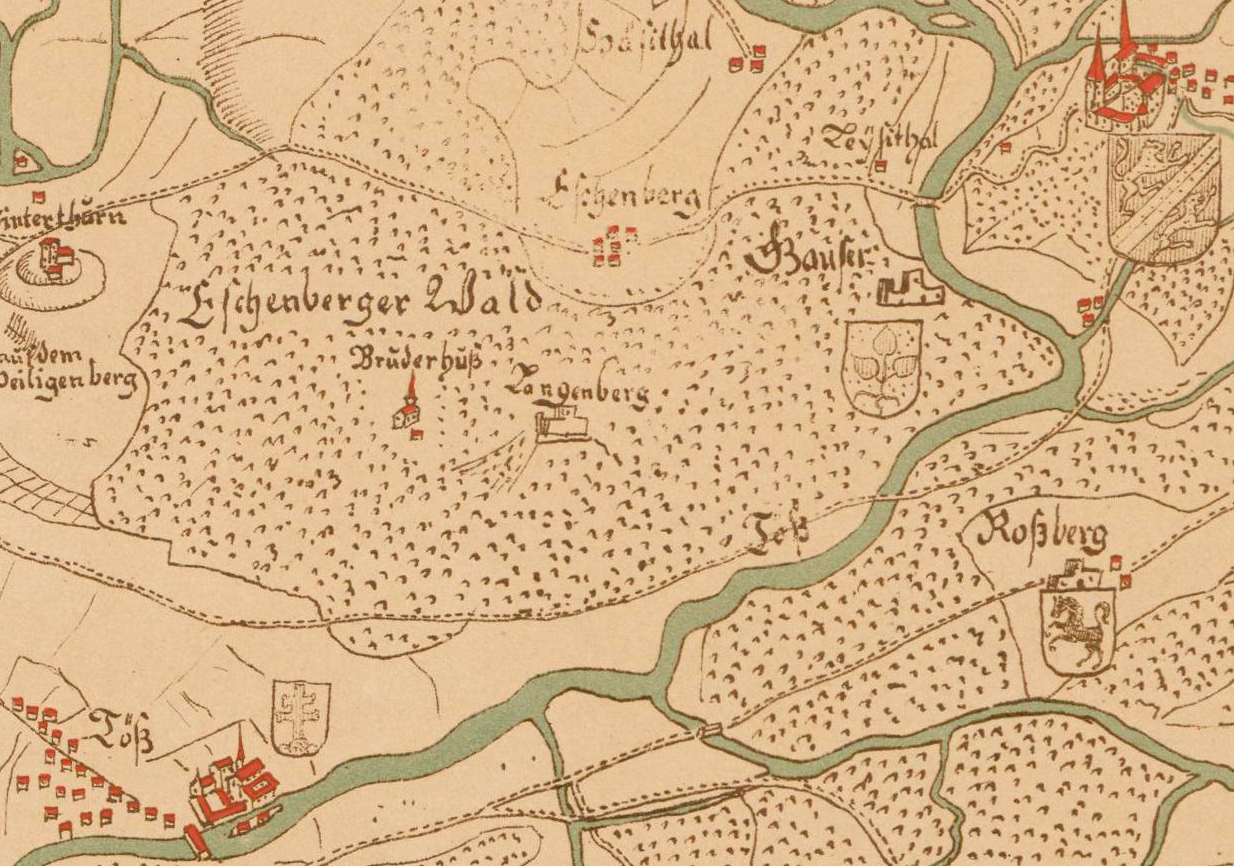
Gygerplan von 1664